# Tatsuya Ito
Pour les articles homonymes, voir Ito.
Tatsuya Ito (伊藤達哉, Itō Tatsuya) est un footballeur japonais né le 26 juin 1997 à Taitō au Japon. Il évolue au poste d'ailier gauche au Kawasaki Frontale.

## Biographie

### Formation
Né à Taitō au Japon, Tatsuya Ito est formé dans le club de Kashiwa Reysol avant de rejoindre en juillet 2015 le Hambourg SV où il poursuit sa formation.

### Hambourg SV
Il joue son premier match de Bundesliga le 24 septembre 2017 contre le Bayer Leverkusen. Il entre en jeu à la place de André Hahn mais son équipe s'incline 3-0. Alors que le Hambourg SV se bat pour éviter la relégation, Ito est l'auteur d'un très bon match le 28 avril 2018 contre le VfL Wolfsburg. En effet, titularisé sur le côté gauche de l'attaque Hambourgeoise il distribue deux passes décisives, la première pour Bobby Wood et l'autre pour Lewis Holtby, ce qui contribue à la victoire de son équipe 1-3. 
Hambourg est finalement relégué pour la première fois de son histoire et Tatsuya Ito découvre en même temps que son club la 2e Bundesliga lors de la saison 2018-2019.

### Saint-Trond VV
Le 22 août 2019, Tatsuya Ito rejoint le club belge du Saint-Trond VV.

### FC Magdebourg
Le 21 janvier 2022, Tatsuya Ito est prêté jusqu'à la fin de la saison au FC Magdebourg, qui évolue alors en troisième division allemande,.
Après avoir participé à la montée du club en deuxième division à l'issue de cette saison 2021-2022, Ito poursuit l'aventure au FC Magdebourg, son prêt étant prolongé d'une saison supplémentaire le 26 mai 2022.

### Kawasaki Frontale
Le 10 janvier 2025, Tatsuya Ito fait son retour dans son pays natal en signant en faveur du Kawasaki Frontale.

### En sélection
Le 11 septembre 2018, il est pour la première fois sur le banc des remplaçants lors d'une rencontre amicale face au Costa Rica.

## Statistiques
| Saison                | Club                  | Championnat           | Championnat | Championnat | Coupe(s) nationale(s) | Coupe(s) nationale(s) | Supercoupe | Supercoupe | Compétition(s) continentale(s) | Compétition(s) continentale(s) | Compétition(s) continentale(s) | Coupe régionale | Coupe régionale | Total | Total |
| Saison                | Club                  | Division              | M.          | B.          | M.                    | B.                    | M.         | B.         | Comp.                          | M.                             | B.                             | M.              | B.              | M.    | B.    |
| 2017-2018             | Hambourg SV           | 1. Bundesliga         | 20          | 0           | -                     | -                     | -          | -          | -                              | -                              | -                              | -               | -               | 20    | 0     |
| 2018-2019             | Hambourg SV           | 2. Bundesliga         | 14          | 0           | 3                     | 0                     | -          | -          | -                              | -                              | -                              | -               | -               | 17    | 0     |
| Sous-total            | Sous-total            | Sous-total            | 34          | 0           | 3                     | 0                     | 0          | 0          | -                              | 0                              | 0                              | 0               | 0               | 37    | 0     |
| 2019-2020             | K Saint-Trond VV      | Jupiler Pro League    | 7           | 0           | 2                     | 0                     | -          | -          | -                              | -                              | -                              | -               | -               | 9     | 0     |
| 2020-2021             | K Saint-Trond VV      | Jupiler Pro League    | 7           | 0           | 1                     | 1                     | -          | -          | -                              | -                              | -                              | -               | -               | 8     | 1     |
| 2021-2022             | K Saint-Trond VV      | Jupiler Pro League    | 4           | 0           | 1                     | 0                     | -          | -          | -                              | -                              | -                              | -               | -               | 5     | 0     |
| Sous-total            | Sous-total            | Sous-total            | 18          | 0           | 4                     | 1                     | 0          | 0          | -                              | 0                              | 0                              | 0               | 0               | 22    | 1     |
| 2021-2022             | FC Magdebourg (prêt)  | 3. Liga               | 16          | 3           | -                     | -                     | -          | -          | -                              | -                              | -                              | 2               | 2               | 18    | 5     |
| 2022-2023             | FC Magdebourg (prêt)  | 2.Bundesliga          | 33          | 5           | 1                     | 0                     | -          | -          | -                              | -                              | -                              | -               | -               | 34    | 5     |
| 2023-2024             | FC Magdebourg         | 2.Bundesliga          | 15          | 0           | 2                     | 0                     | -          | -          | -                              | -                              | -                              | -               | -               | 17    | 0     |
| Sous-total            | Sous-total            | Sous-total            | 65          | 8           | 3                     | 0                     | 0          | 0          | -                              | 0                              | 0                              | 2               | 2               | 70    | 10    |
| Total sur la carrière | Total sur la carrière | Total sur la carrière | 116         | 8           | 10                    | 1                     | 0          | 0          | -                              | 0                              | 0                              | 2               | 2               | 128   | 11    |